# Luis Díaz Hernando
Luis Díaz Hernando (Madrid, España, 1 de diciembre de 1922) es un exfutbolista español que se desempeñaba como defensa.

## Clubes
| Club           | País   | Año       |
| -------------- | ------ | --------- |
| Valencia C. F. | España | 1946-1955 |